# Lobonți
Lobonț (pl. lobonți) (conf. DEX, editia a II-a, 1998) - nume dat ostașilor (de diverse naționalități) care luptau pentru cauza Imperiului Habsburgic Austriac în timpul mișcării antihabsburgice din Ungaria și Transilvania (Războiul curuților) la începutul secolului XVIII. - Din magh. labanc.